# Зельбиц (Кемберг)
Зельбиц (нем. Selbitz) — деревня в Германии, в земле Саксония-Анхальт. Входит в состав города Кемберг района Виттенберг.
Население составляет 413 человек (на 31 декабря 2006 года). Занимает площадь 6,20 км².
Впервые упоминается в 1388 году как Слевиц.
До 31 декабря 2009 года имел статус общины (коммуны). 1 января 2010 года вместе с рядом других населённых пунктов вошёл в состав города Кемберг.
Раз в год в Зельбице проходит «сенной фестиваль».